# Hermanas del Niño Jesús (Saint-Maur)
La Congregación de Hermanas del Niño Jesús (oficialmente francés: Congregation des Sœurs de l'Enfant-Jésus y cooficialmente en inglés Congregation of the Holy Infant Jesus) es una congregación religiosa católica femenina de vida apostólica y de derecho pontificio, fundada por el religioso francés Nicolás Barré en 1666, en la localidad de Rouen (Francia). A las religiosas de este instituto se les conoce como Hermanas del Niño Jesús de Nicolás Barré o damas de Saint-Maur. Sus miembros posponen a sus nombres las siglas I.J.S.

## Historia

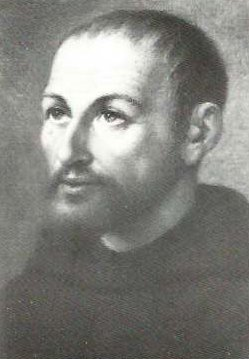
Nicolás Barré (1621-1686), fundador de la congregación.

La congregación fue fundada en 1666 en Rouen, Francia, por Nicolás Barré, religioso de la Orden de los Mínimos. Barré, siendo docente en teología en el convento de Place Royale en París, había elaborado el proyecto de instituir una comunidad de maestras que se ocuparan de la educación gratuita para los niños pobres. Solo en Rouen vio realizada su obra, cuando un grupo de mujeres aristócratas decidieron hacerse terciarias mínimas, y dar inicio a la obra en 1666. En 1674, las religiosas se trasladaron al seminario de la calle Saint-Maur, donde establecieron la casa madre, de ahí que se les conozca también con el nombre de damas de Saint-Maur. Inmediatamente, por petición de los obispos vecinos, las religiosas iniciaron a expandirse por Francia. Las primeras comunidades en fundarse fueron las de París, Linguadoca y Aquitania.
Las primeras casas fundadas fuera de Francia se establecieron en Malasia, Japón y Singapur, a mediados del siglo XIX. Lo cual dio paso a la aprobación de la Santa Sede, el 21 de noviembre de 1866, como congregación de derecho pontificio.

## Organización
La congregación de las Hermanas del Niño Jesús es un instituto religioso centralizado, cuyo gobierno es ejercido por la superiora general. El consejo general colabora con la superiora general en el gobierno del instituto. La sede central se encuentra en Weybridge (Inglaterra). El instituto forma parte de la Familia de los Mínimos.
Las damas de Saint-Maur se dedican a la educación e instrucción cristiana de la juventud, aunque están abiertas a diversos campos de apostolado, especialmente misionero. En 2015 eran unas 575 religiosas, distribuidas en 112 comunidades, presentes en Bolivia, Camerún, España, Irlanda, Italia, Japón, Malasia, Nigeria, Perú, Reino Unido, República Checa, Singapur y Tailandia.